# 穆爾斯山 (印地安納州)
穆爾斯山（英語：Moores Hill）是一個位於美國印地安納州迪爾伯恩縣的城鎮。

## 地理
穆爾斯山的座標為39°06′45″N 85°05′19″W / 39.11250°N 85.08861°W，而該地的平均海拔高度為302米（即991英尺）。

## 人口
根據2010年美國人口普查的數據，穆爾斯山的面積為1.06平方千米，當中陸地面積為1.06平方千米，而水域面積為0.00平方千米。當地共有人口597人，而人口密度為每平方千米563人。